# Brookhaven National Laboratory

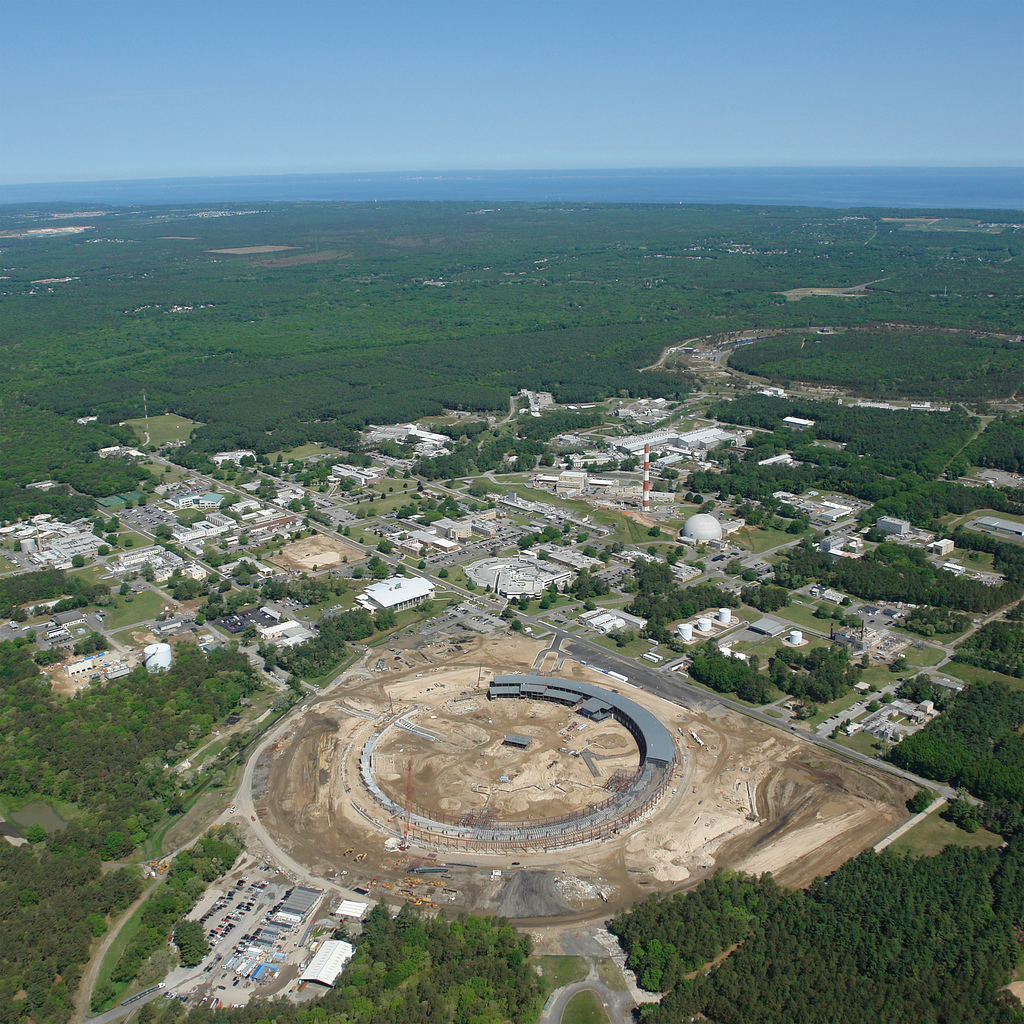
Gelände des Brookhaven National Laboratory 2010: Im Vordergrund die damals im Bau befindliche National Synchrotron Light Source II, rechts oben der Relativistic Heavy Ion Collider, dazwischen mehrere abgeschaltete Forschungseinrichtungen wie der Brookhaven Graphite Research Reactor und der High Flux Beam Reactor
(Blick nach Nordwest)

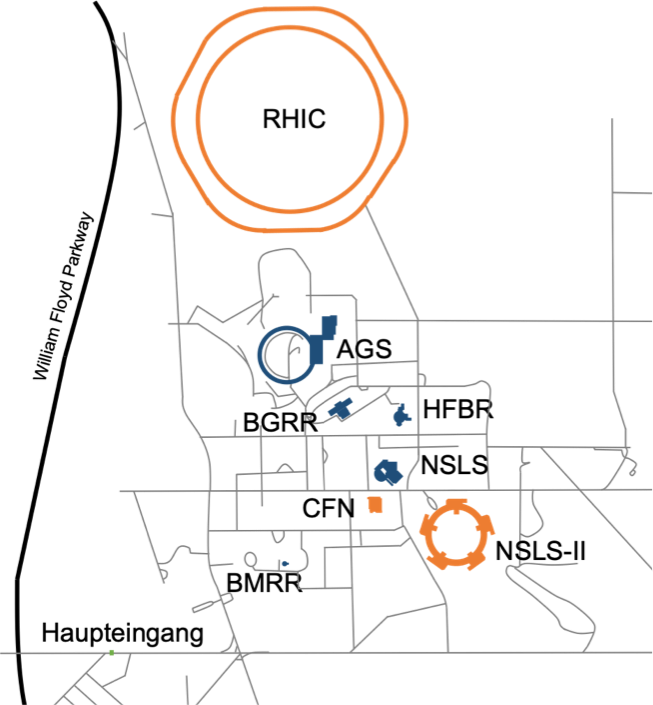
Lageplan der Großforschungseinrichtungen des BNL. Orange markierte Anlagen sind in Betrieb, blau stillgelegt.

Das Brookhaven National Laboratory (BNL) ist ein nationales Forschungszentrum auf Long Island im US-Bundesstaat New York.
Das Labor wurde 1947 auf dem Gelände der ehemaligen Militärbasis Camp Upton errichtet und seitdem stetig weiterentwickelt. Die ursprüngliche Dachorganisation des BNL war die United States Atomic Energy Commission. Heute wird es von deren Nachfolger, dem US Department of Energy, betrieben und finanziert. Das Labor beschäftigt etwa 3000 festangestellte Mitarbeiter. Darüber hinaus reisen jedes Jahr etwa 4500 Gastwissenschaftler an das BNL.
Schon seit seiner Gründung ist das Forschungsprogramm des BNL stark auf den Betrieb und die Nutzung von Großforschungseinrichtungen ausgerichtet. In den 1950er und 1960er Jahren gingen mehrere Forschungsreaktoren in Betrieb (darunter der Brookhaven Graphite Research Reactor und der High Flux Beam Reactor), in denen unter anderem Experimente in der Kern- und Materialforschung durchgeführt und Radionuklide für die biologische und medizinische Forschung produziert wurden. In demselben Zeitraum wurden zwei Protonenbeschleuniger für die Elementarteilchenphysik (das Cosmotron und das Alternating Gradient Synchrotron) in Betrieb genommen. In den 1970er Jahren kam die National Synchrotron Light Source hinzu, die intensive Röntgenstrahlen für ein breites Spektrum von Forschungsbereichen zur Verfügung stellte und sowohl von BNL-Wissenschaftlern als auch von einer wachsenden Gruppe externer Forschungsgruppen genutzt wurde; in den 1990er Jahren wurden auch Strahllinien für den infraroten Spektralbereich installiert. Nach Stilllegung dieser Anlagen betreibt das BNL heute zwei Großforschungseinrichtungen von internationaler Bedeutung: den Relativistic Heavy Ion Collider (RHIC) für die Schwerionen- und Elementarteilchenphysik sowie die National Synchrotron Light Source II (NSLS-II) als Quelle von Synchrotronstrahlung für eine Vielfalt von Forschungsbereichen.
Für Entdeckungen mit direktem Bezug zum Brookhaven National Laboratory wurden insgesamt sieben Nobelpreise vergeben. Dazu zählen unter anderem die erstmalige Beobachtung des J/ψ-Mesons (Physik-Nobelpreis 1976), die Entdeckung des Myon-Neutrinos (Physik-Nobelpreis 1988), der Nachweis von kosmischen Neutrinos (Physik-Nobelpreis 2002) und die Aufklärung der Struktur und Funktion des Ribosoms (Chemie-Nobelpreis 2009). Heute reicht das Forschungsportfolio des BNL von der Grundlagenforschung in Physik, Chemie und Biowissenschaften bis hin zu anwendungsorientierten Fragestellungen in der Energie- und Umweltforschung.

## Lage
Das BNL liegt im Osten der Insel Long Island, etwa 100 Kilometer Luftlinie vom Zentrum von New York City entfernt. Der BNL-Komplex erstreckt sich über eine Gesamtfläche von 21,3 Quadratkilometern und ist von den westlichen Ausläufern der Long Island Central Pine Barrens umgeben, einem Waldgebiet mit einer Fläche von circa 425 Quadratkilometern. Zwei Kilometer südlich des BNL verläuft der von New York City kommende Highway Interstate 495. Weitere drei Kilometer südlich befindet sich der Brookhaven Airport, der vom Verwaltungsbezirk Brookhaven betrieben wird. Sieben Kilometer östlich des Labors liegt der ausschließlich privat genutzte Calverton Executive Airpark. Darüber hinaus ist das Labor durch die 1997 gegründete New York and Atlantic Railway an das Schienennetz angeschlossen. Die nächstgelegenen Städte sind das rund 18 Kilometer südwestlich gelegene Patchogue und etwa 19 Kilometer östlich Riverhead.

## Geschichte

### Gründung und Anfangsjahre

#### Konzeption und Finanzierung
Die Initiative zur Gründung eines Nationallabors im Nordosten der Vereinigten Staaten ging ursprünglich von dem Physik-Nobelpreisträger Isidor Isaac Rabi aus. Rabi war in den 1930er Jahren Professor an der Columbia University in New York City. In den Kriegsjahren 1940–1945 war er am Radiation Laboratory des Massachusetts Institute of Technology tätig und nahm am Manhattan Project zur Entwicklung der ersten Kernwaffen teil. 1945 kehrte er an die Columbia University zurück. Viele seiner ehemaligen Kollegen hatten inzwischen die Universität verlassen und Positionen an anderen Einrichtungen in den Vereinigten Staaten angenommen. Dazu gehörten unter anderem die Nobelpreisträger Enrico Fermi und Harold Urey, die ebenfalls am Manhattan Project mitgewirkt hatten, dann aber von der University of Chicago abgeworben wurden. Gemeinsam mit seinem Kollegen Norman Ramsey (der später ebenfalls den Physik-Nobelpreis erhielt) plante Rabi zunächst den Bau eines Forschungsreaktors an der Columbia University, um die Attraktivität des Standorts für herausragende Physiker zu erhöhen. Da die dafür benötigten Ressourcen die Kapazität der Columbia University jedoch überstiegen, etablierten neun Universitäten im März 1946 auf Betreiben Rabis und Ramseys die Initiatory University Group (IUG), welche die Gründung eines neuen Labors an der Ostküste planen und einleiten sollte. Der erste Vorsitzende der IUG war Lee DuBridge, der während des Zweiten Weltkriegs das MIT Radiation Laboratory geleitet hatte. Zur Finanzierung des Labors stellte die IUG einen Antrag an General Leslie Groves, den militärischen Leiter des Manhattan Projects, der zu der Zeit noch immer als Koordinator des US-Kernwaffenprogramms tätig war. General Groves gab der IUG im März 1946 eine Finanzierungszusage. Am 1. Januar 1947 wurde das Labor unter dem Namen Brookhaven National Laboratory als Nationallabor etabliert und neben dem Argonne National Laboratory und dem Clinton National Laboratory unter die Aufsicht der neugeschaffenen Atomic Energy Commission (AEC), dem Vorläufer des heutigen Energieministeriums, gestellt. Das temporäre Konsortium der neun Gründungsuniversitäten wurde im Jahr 1947 unter dem Namen Associated Universities Incorporated (kurz AUI) im Bundesstaat New York formell registriert.

#### Camp Upton

Panorama des Camp Upton aus dem Jahr 1919.

Es gab insgesamt 17 Vorschläge für den Ort, an dem das neue Labor errichtet werden sollte, wobei die meisten Stützpunkte des US-Militärs waren. Ein von Norman Ramsey geleitetes Komitee wurde mit der Entscheidungsfindung beauftragt. Die maßgeblichen Kriterien waren dabei die Erreichbarkeit des Labors innerhalb einer Stunde von der nächsten Zugstation, ausreichende Fläche für die Großforschungseinrichtungen und eine schwache Besiedlung der umliegenden Gegend, um im Falle eines Reaktorunfalls Strahlenschäden innerhalb der Bevölkerung zu minimieren. Die Kommission identifizierte den ohnehin überflüssig gewordenen Armeestützpunkt Camp Upton auf Long Island nahe New York City als den einzigen Ort, der all diese Kriterien erfüllte. Camp Upton wurde im Jahr 1917 fertiggestellt und fungierte während des Ersten Weltkriegs als Ausbildungslager für Rekruten der US-Streitkräfte, die von eingereisten französischen und britischen Offizieren instruiert wurden. Nach Ende des Ersten Weltkriegs wurde das Camp vorerst stillgelegt, mit dem Einstieg der Vereinigten Staaten in den Zweiten Weltkrieg jedoch reaktiviert. Dabei diente Camp Upton in den Kriegsjahren unter anderem als Krankenhaus und als Kriegsgefangenenlager, bevor es im Jahr 1946 vollständig geschlossen wurde. Aufgrund der Empfehlung des Ramsey-Komitees wurde das Gelände des Camp Upton am 21. März 1947 vom Kriegsministerium der Vereinigten Staaten an die AEC übertragen.

#### Forschungsprogramm
Gemäß der Initiative von Rabi und Ramsey lag der anfängliche Forschungsschwerpunkt des BNL auf der Kernforschung. Infolge der militärischen Bedeutung dieses Forschungszweiges erschwerten strenge Sicherheitsüberprüfungen aller neuangestellten Wissenschaftler zunächst die Rekrutierung von wissenschaftlichem Personal. Zusätzliche Komplikationen ergaben sich aus der von der AEC geforderten Geheimhaltung von Forschungsergebnissen. Nach langwierigen Verhandlungen zwischen der AUI und der AEC konnte in diesen Angelegenheiten ein Kompromiss erzielt werden: Alle Forschungsergebnisse sollten öffentlich zugänglich sein, mit Ausnahme einiger Erkenntnisse aus der Kernphysik, die vor der Veröffentlichung von der AEC freigegeben werden mussten. Personen ohne Sicherheitszertifikat sollten Zugang zu allen Gebäuden erhalten, ausschließlich dem Reaktor und der Bücherei, in der geheime Dokumente aufbewahrt wurden. Mit diesen Regelungen konnten die BNL-Wissenschaftler unter Leitung des ersten Direktors Philip Morse ihr Ziel verwirklichen, eine universitätsähnliche Arbeitsatmosphäre zu schaffen. Die Einstellung von Wissenschaftlern schritt danach zügiger voran, und Mitte 1948 hatte das BNL bereits 1500 Angestellte.
| Name                    | Zeitraum  | Lebensdaten |
| ----------------------- | --------- | ----------- |
| Philip M. Morse         | 1947–1948 | 1903–1985   |
| Leland J. Haworth       | 1948–1961 | 1904–1979   |
| Maurice Goldhaber       | 1961–1973 | 1911–2011   |
| George H. Vineyard      | 1973–1981 | 1920–1987   |
| Nicholas P. Samios      | 1982–1997 | * 1932      |
| Lyle Schwartz (interim) | 1997      |             |
| Peter Bond (interim)    | 1997–1998 |             |
| John H. Marburger       | 1998–2001 | 1941–2011   |
| Peter Paul (interim)    | 2001–2003 | 1932–2017   |
| Praveen Chaudhari       | 2003–2006 | 1937–2010   |
| Samuel H. Aronson       | 2006–2012 | * 1942      |
| Doon Gibbs              | seit 2012 | * 1954      |

Nach dem vollständigen Ausbau im Jahr 1948 gab es am BNL sechs Departments: Physik, Chemie, Biologie, Medizin, Ingenieurwissenschaften und Instrumentierung. Während sich die letzteren beiden Departments fast ausschließlich mit dem Aufbau und Betrieb der Forschungsreaktoren und Teilchenbeschleuniger befassten, konzentrierte sich das Forschungsprogramm der übrigen Abteilungen überwiegend auf Kernphysik, Kernchemie und Strahlenchemie, häufig unter Zuhilfenahme der Großforschungseinrichtungen. Die biomedizinische Forschung erhielt zunächst vergleichsweise wenige Ressourcen. Die Pläne des ersten Leiters des Medizin-Departments, William Sunderman, ein Lehrkrankenhaus im Labor einzurichten, wurden nicht realisiert und Sunderman verließ das Labor bereits im Jahr 1948. Auch das Biologie-Department hatte anfangs große Schwierigkeiten, ein Forschungsprogramm ins Leben zu rufen. Im Verlauf desselben Jahres konnte das Labor dann jedoch Donald Van Slyke, einen prominenten Wissenschaftler an der Rockefeller University, zunächst als Berater, dann als stellvertretenden Leiter des Departments engagieren. Van Slyke initiierte eine Reihe neuer Forschungsprojekte, insbesondere die Anwendung von Radionukliden in der biomedizinischen Forschung.

### Historische Großforschungseinrichtungen

#### Forschungsreaktoren

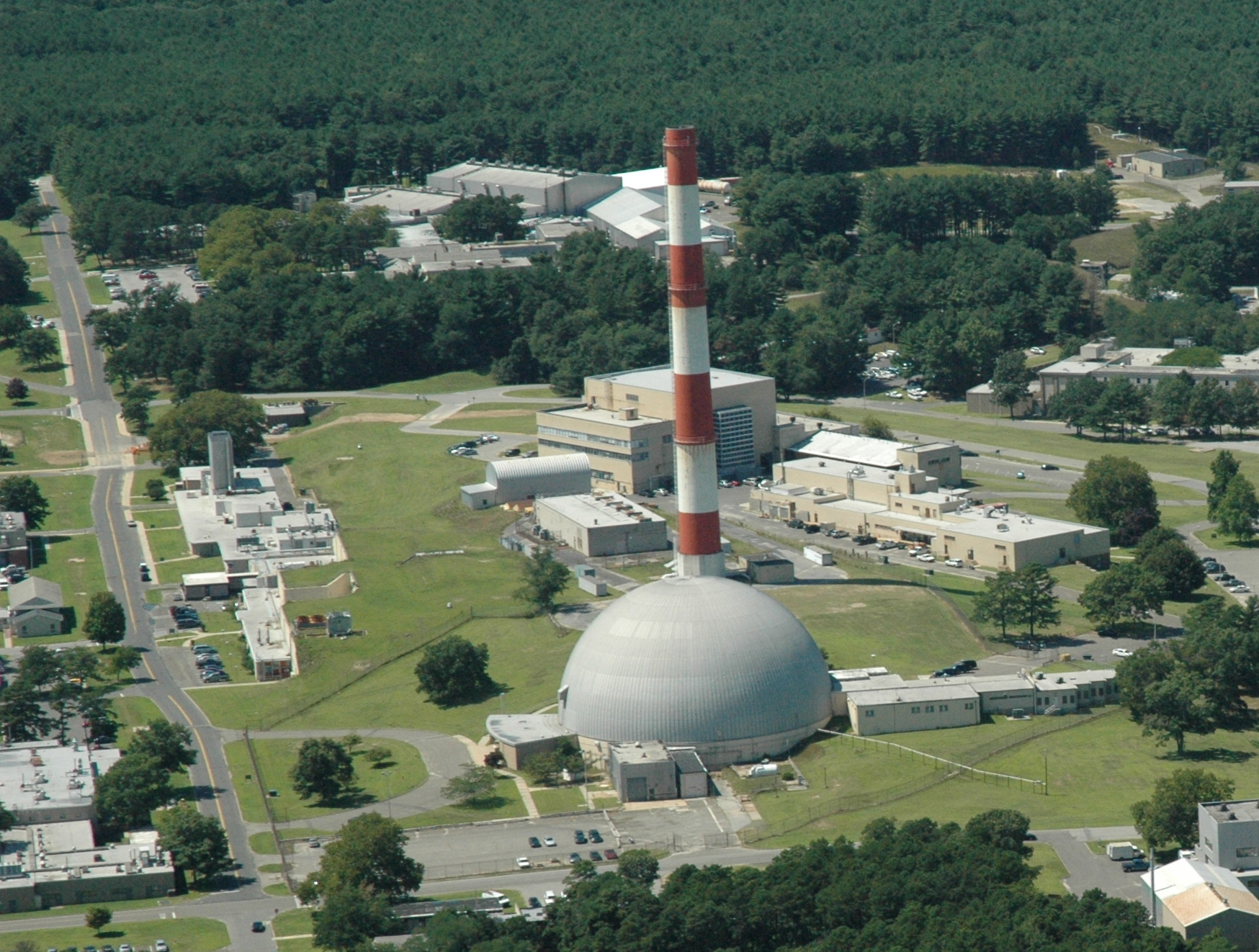
Vorne der High Flux Beam Reactor (HFBR), im Hintergrund der Brookhaven Graphite Research Reactor (BGRR).

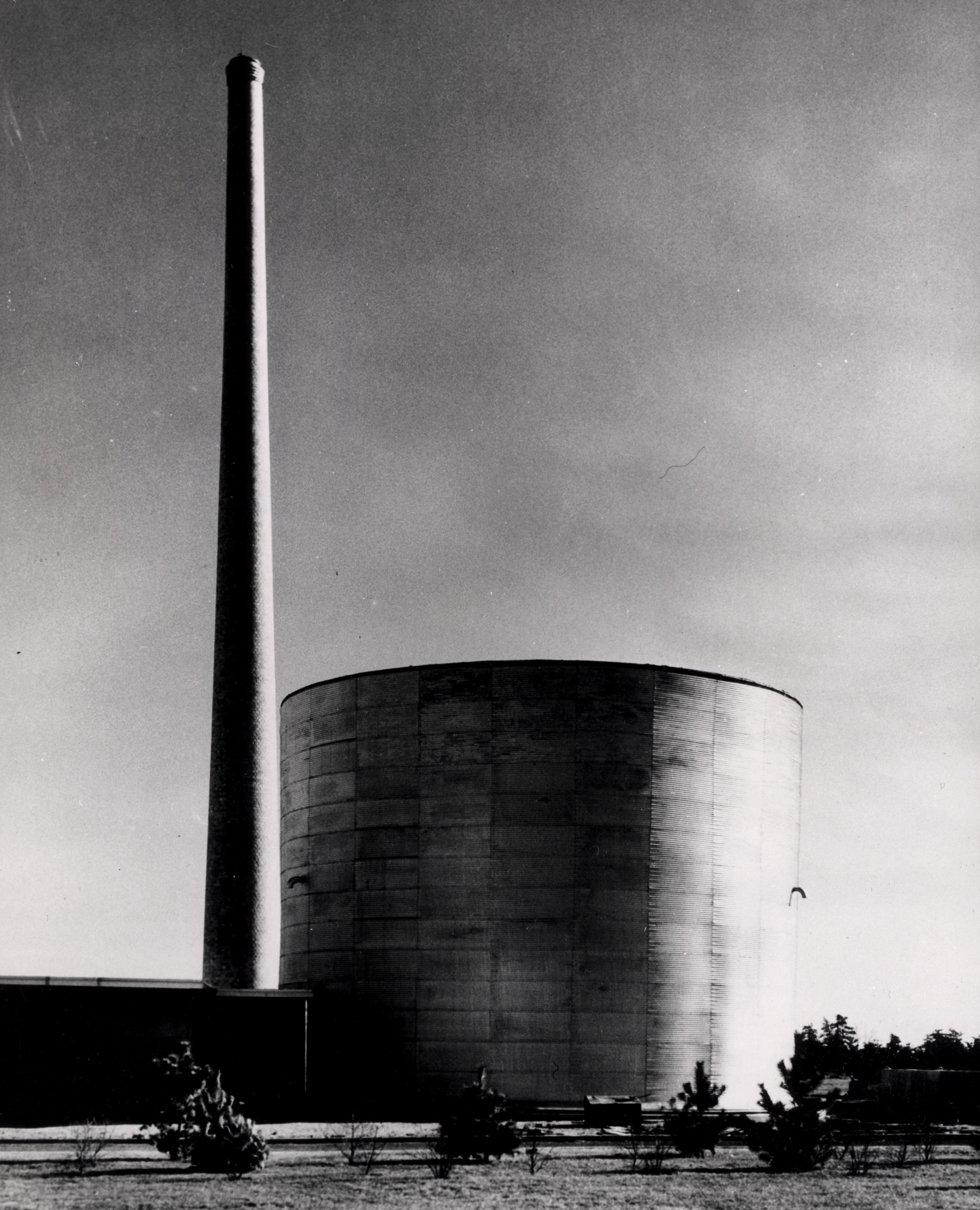
Der Brookhaven Medical Research Reactor (BMRR) um 1960

Brookhaven Graphite Research Reactor (BGRR)
Der BGRR war der erste nach dem Zweiten Weltkrieg in Betrieb genommene Forschungsreaktor in den USA und die erste Großforschungseinrichtung am Brookhaven National Laboratory. Das Design wurde von einem Team von BNL-Physikern und -Ingenieuren unter der Leitung von Lyle B. Borst entwickelt. Der Reaktor bestand aus 11 ft (circa 3,94 m) langen Brennelementen aus Natururan, die von einem Graphit-Moderator in Form eines Würfels mit Kantenlänge 25 ft (circa 7,6 m) umgeben waren. Der Reaktor wurde durch Luft gekühlt, welche durch einen Spalt in der Mitte des Graphitblocks angesaugt und durch die Brennelement-Kanäle abgesaugt wurde. Die maximale Leistung betrug 32 MW, im Normalbetrieb betrug die Leistung 20 MW. An zwei Seiten des Reaktors waren insgesamt 61 Strahllöcher angebracht, die Neutronen für eine Vielzahl von Experimenten in verschiedenen Forschungsbereichen lieferten. Der Baubeginn des Reaktors war am 11. August 1947 und die Inbetriebnahme erfolgte am 22. August 1950. Der Reaktor wurde im Jahr 1969 stillgelegt. Der Rückbau begann 1999 und wurde 2012 vollendet.
Brookhaven Medical Research Reaktor (BMRR)
Der BMRR war wie bereits der BGRR ein Graphit-moderierter Natururanreaktor und der erste Forschungsreaktor, der spezifisch für medizinische Anwendungen errichtet wurde. Die Leistung im Normalbetrieb war 3 MW. Anwendungsschwerpunkte waren die Produktion kurzlebiger Radionuklide und die Bor-Neutroneneinfangtherapie (englisch Boron Neutron Capture Therapy, BNCT). Der Reaktor war von 1959 bis 2000 in Betrieb.
High Flux Beam Reactor (HFBR)
Der HFBR wurde von einem BNL-Team unter der Leitung von Joseph Hendrie mit dem Ziel entworfen, den Neutronenfluss gegenüber dem BGRR deutlich zu erhöhen. Der Bau wurde im Herbst 1961 begonnen und der Reaktor ging am 31. Oktober 1965 in Betrieb. Der 53 cm hohe, 48 cm breite Reaktorkern bestand aus 28 Brennelementen aus hochangereichertem Uran mit einem Gesamtgewicht von 9,8 kg. Moderation und Kühlung erfolgten durch Schweres Wasser. Der Reaktorkern sowie Kühl- und Kontrollvorrichtungen befanden sich in einem Stahlkessel. Das Reaktorgebäude mit allen Messvorrichtungen war eine Halbkugel mit Durchmesser 53,6 m.
Der Reaktor wurde zunächst mit einer Leistung von 40 MW betrieben, bis im Jahr 1982 die Wärmetauscher modernisiert und die Leistung auf 60 MW erhöht wurden. Der thermische Neutronenfluss war ca. 30 cm vom Zentrum des Kerns maximal. Dort wurden die Öffnungen von insgesamt neun horizontalen Strahlrohren platziert. Acht dieser Strahlrohre waren für thermische Neutronen ausgelegt und wurden tangentiell zum Zentrum des Kerns ausgerichtet, so dass der Fluss schneller Neutronen und somit der Strahlhintergrund für die dort durchgeführten Experimente minimiert wurden. Ein weiteres Strahlrohr lieferte durch seine radiale Ausrichtung hochenergetische Neutronen für kernphysikalische Experimente. Insgesamt waren an die Strahlrohre 15 Messinstrumente angebracht, die überwiegend für kern- und festkörperphysikalische Experimente genutzt wurden. An einem der tangentiellen Strahlrohre war überdies ein kalter Moderator aus 1,4 l Wasserstoff angebracht, der 1980 in Betrieb ging. Neben den horizontalen Strahlrohren gab es sieben vertikale Rohre mit Bestrahlungsvorrichtungen.
Im April 1989 wurde der Reaktor wegen einer umfangreichen Sicherheitsüberprüfung abgeschaltet und im Mai 1991 mit einer reduzierten Leistung von 30 MW wieder in Betrieb genommen. Während einer Routineuntersuchung im Jahr 1996 wurde eine geringe Menge Tritium im Grundwasser nahe dem Reaktorgebäude entdeckt, das auf ein Leck in dem Becken zur Zwischenlagerung abgebrannter Brennelemente zurückgeführt wurde. Dieser Vorfall führte zunächst zu einer weiteren Abschaltung und im Jahr 1999 zur endgültigen Stilllegung des HFBR.

#### Teilchenbeschleuniger

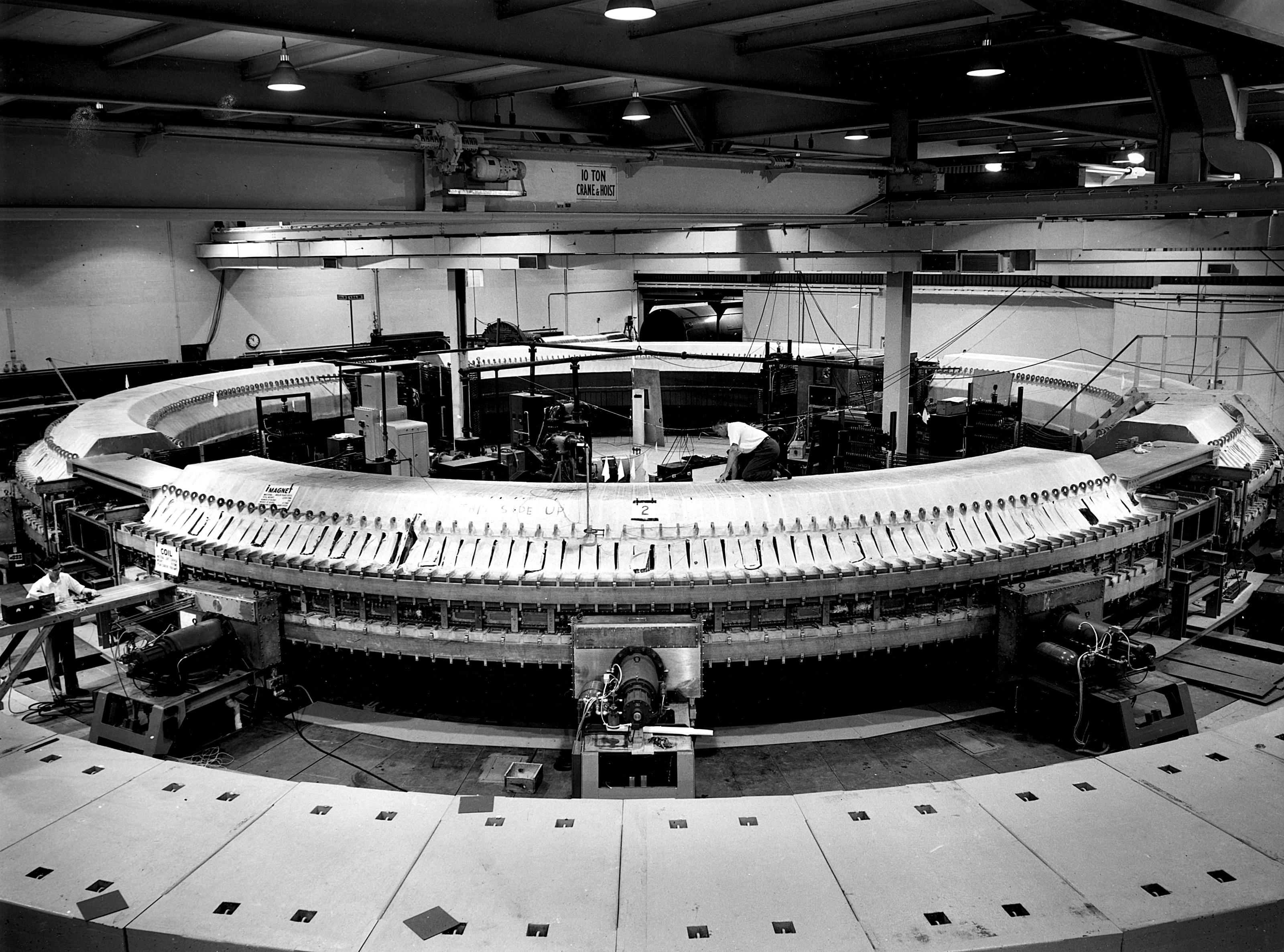
Der Speicherring des Cosmotrons am Brookhaven National Laboratory.

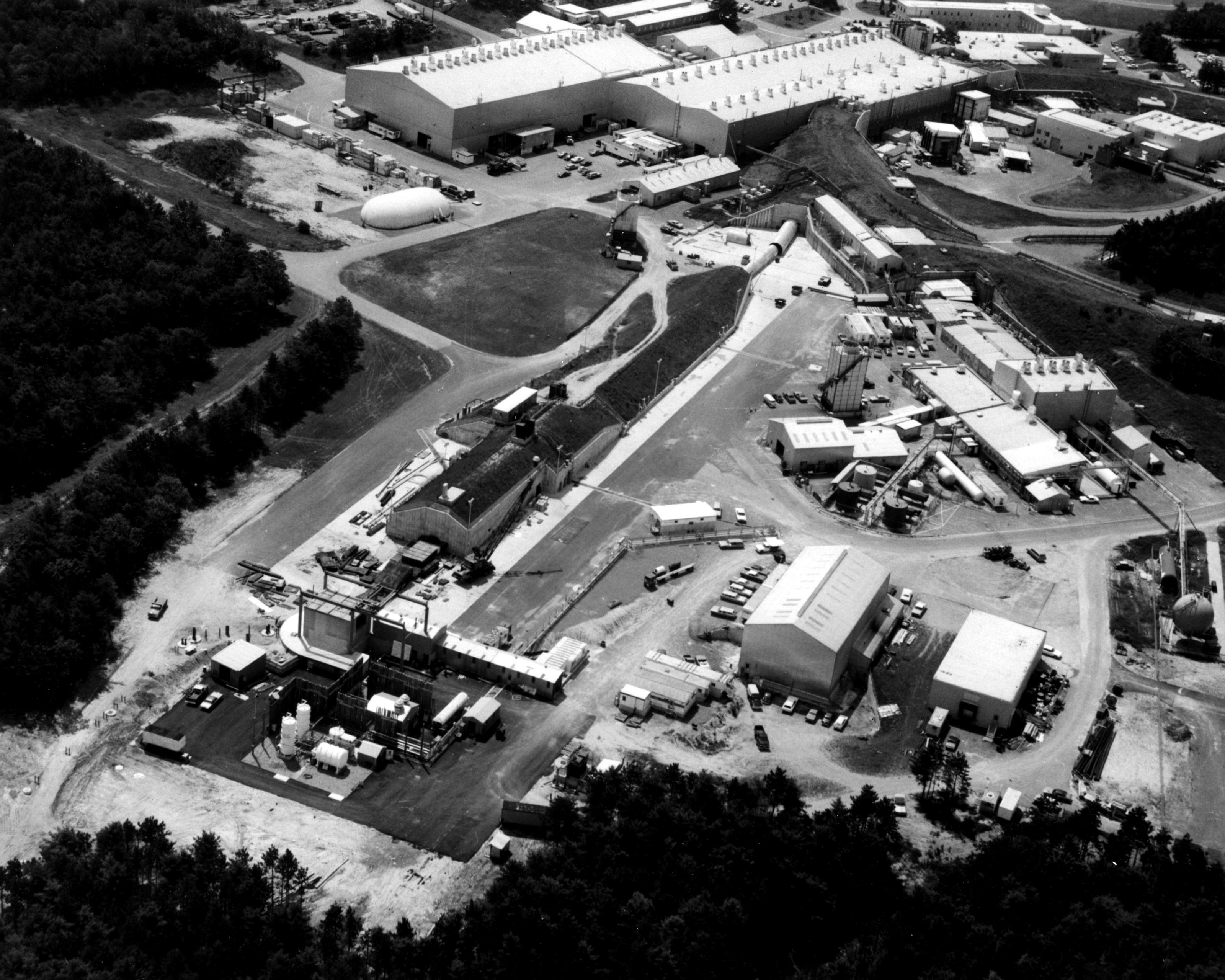
Das Gelände des Alternating Gradient Synchrotron.

Cosmotron
Das Cosmotron war ein 1951 in Betrieb genommener Protonenbeschleuniger mit einem Durchmesser von 23 Metern, der ursprünglich dazu konzipiert war, einige der Eigenschaften kosmischer Strahlung nachzubilden. 1952 erreichte es eine Protonenenergie von 1 GeV und war so der erste Beschleuniger, der diese Energieschwelle überschritt. Seine volle Leistungskraft erreichte er mit 3,3 GeV im Januar 1953 und war so damals der Beschleuniger mit der weltweit höchsten Protonenenergie. 1966 wurde der Betrieb am Cosmotron zugunsten des moderneren und leistungsfähigeren Alternating Gradient Synchrotron eingestellt, dessen Inbetriebnahme sechs Jahre zuvor erfolgt war.
Alternating Gradient Synchrotron (AGS)
Das AGS basiert auf dem Prinzip von wechselnden Magnetfeldgradienten, durch das die Größe und damit auch die Kosten der Elektromagnete im Speicherring limitiert werden konnten. Der Protonenbeschleuniger wurde im Jahr 1960 in Betrieb genommen und erreichte noch Ende Juli 1960 mit 33 GeV seine vorhergesehene Protonenenergie. Das AGS hat einen Durchmesser von 843 ft (circa 257 m) und beschleunigt neben Protonen auch schwere Ionen. Neben dem AGS gehören zum AGS-Beschleunigerkomplex auch ein Tandem-Van-De-Graaff-Beschleuniger, der aus zwei 15 MeV elektrostatischen Beschleunigern besteht, ein Booster, ein 1991 fertiggestelltes Synchrotron, und der Brookhaven Linear Accelerator (kurz LINAC), ein 1971 in Betrieb genommener 200 MeV-Linearbeschleuniger. Seit dem Jahr 2000 ist das AGS als Vorbeschleuniger in den Relativistic Heavy Ion Collider integriert.

#### National Synchrotron Light Source
Die National Synchrotron Light Source (NSLS) bestand aus zwei Elektronenspeicherringen: dem sogenannten Vakuum-Ultraviolett (VUV)-Ring mit circa 20 Strahllinien und einem Ring zur Erzeugung harter Röntgenstrahlung (X-Ray Ring) mit circa 60 Strahllinien. Der Umfang des VUV-Rings betrug 51 m, der des X-Ray Rings 170 m. Die Inbetriebnahmen des VUV-Rings und des X-Ray-Rings erfolgten 1982 bzw. 1984, und der Bau wurde 1984 bzw. 1986 abgeschlossen. Die Baukosten beliefen sich auf etwa 160 Millionen US-Dollar.

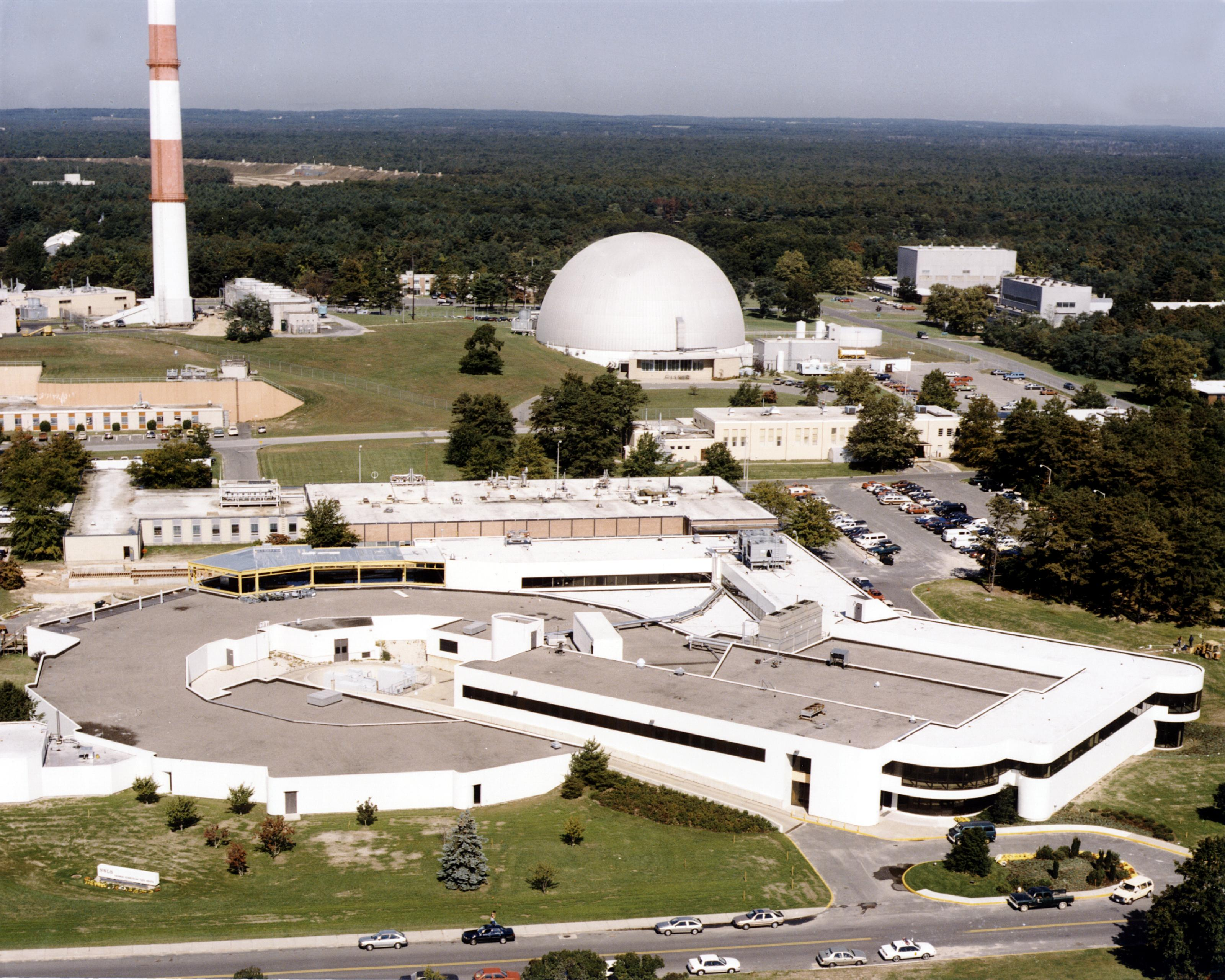
Luftaufnahme der National Synchrotron Light Source.

Die Elektronen wurden in einem Linearbeschleuniger auf eine Energie von 120 MeV gebracht, dann in einem Booster auf 750 MeV beschleunigt und dann in den VUV- bzw. X-Ray-Ring eingespeist, wo sie auf ihre Endenergie von 750-MeV bzw. 2,5-GeV beschleunigt wurden. Zur Fokussierung des Elektronenstrahls in den Speicherringen und zur Maximierung der Strahlungsintensität konzipierten die BNL-Physiker Renate Chasman und George Kenneth Green ein reguläres Arrangement von Dipol- und Quadrupol-Magneten, welches heute als „Chasman-Green Lattice“ oder „Double Bend Achromat (DBA) Lattice“ bekannt ist und in vielen Synchrotron-Quellen verwendet wird. Aufgrund dieses Designs war die NSLS lange Zeit die intensivste Synchrotron-Röntgenquelle der Welt. Die Wellenlänge der Synchrotronstrahlung reichte von 0,1 bis 30 Å.
Die Strahllinien wurden entweder von BNL-Wissenschaftlern („Facility Beamlines“) oder von auswärtigen Institutionen („Participating Research Teams“) betrieben, die 50 bzw. 25 Prozent der Strahlzeit externen Nutzern über ein Antragsystem zur Verfügung stellten. Die an der NSLS praktizierten Messverfahren waren sehr vielfältig und reichten von der Röntgen-Absorptionsspektroskopie bis hin zur hochauflösenden Kristallographie. Jährlich besuchten über 2000 Wissenschaftler die Einrichtung.
Im Jahr 2014 wurde die NSLS abgeschaltet und durch die leistungsfähigere NSLS-II ersetzt.

### Historische Forschungsschwerpunkte und Forschungsergebnisse

#### Festkörperforschung
Magnetische Neutronenstreuung
Am Brookhaven Graphite Research Reactor beobachteten Harry Palevsky und Donald Hughes erstmals inelastische magnetische Neutronenstreuung von Ferromagneten. Léon van Hove, damals Gastwissenschaftler am BNL, entwickelte daraufhin einen Formalismus, der einen Zusammenhang zwischen dem Wirkungsquerschnitt der magnetischen Neutronenstreuung und den Spin-Spin-Korrelationsfunktionen herstellt. Der van-Hove Formalismus ist heute ein fester Bestandteil der Festkörperforschung mit Neutronen.
Kristallographie mit Neutronen
Eine Arbeitsgruppe unter der Leitung von Walter Hamilton nutzte in den 1960er Jahren ein Neutronen-Diffraktometer am High Flux Beam Reactor zur Strukturbestimmung einer Vielzahl von Festkörpern, darunter vieler komplexer Molekülkristalle. Zu diesem Zweck entwickelte Hamilton mathematische Methoden zur Analyse kristallographischer Daten, die zum Teil noch heute in Gebrauch sind.
Weiche Gitterschwingungen
Im Jahr 1970 entdeckten Gen Shirane und Mitarbeiter durch Messungen an einem Neutronen-Dreiachsen-Spektrometer niederenergetische („weiche“) Gitterschwingungen in der Nähe ferroelektrischer Phasenübergänge. Dieses Phänomen, für dessen Entdeckung Shirane im Jahr 1973 den Oliver E. Buckley Prize erhielt, ist ein wichtiges Element des theoretischen Verständnisses der Ferroelektrizität und anderer struktureller Phasenübergänge.
Ein- und zweidimensionaler Magnetismus
In den 1970er Jahren zeigten Robert Birgeneau (damals am Massachusetts Institute of Technology) und Mitarbeiter, dass Theorien zur Struktur und Dynamik ein- und zweidimensionaler Magnete durch Neutronen-Experimente an komplexen Metalloxiden und metallorganischen Verbindungen genau überprüft werden können. Für diese und ähnliche Arbeiten wurde Birgeneau im Jahr 1987 der Oliver E. Buckley Prize verliehen.
Magnetismus in Hochtemperatur-Supraleitern
Kurz nach der Entdeckung der Hochtemperatur-Supraleitung in Kupferoxiden durch Georg Bednorz und Karl A. Müller entdeckten Birgeneau, Shirane sowie der BNL-Physiker John Tranquada durch Neutronenstreu-Experimente am HFBR ungewöhnliche magnetische Ordnungsphänomene und Anregungen in diesen Materialien. Motiviert durch diese Entdeckungen wurden Modelle entwickelt, denen zufolge die Hochtemperaur-Supraleitung durch einen magnetischen Mechanismus hervorgerufen wird.
Resonante magnetische Röntgenstreuung
In Experimenten an der NSLS entdeckte der BNL-Physiker Doon Gibbs (ab 2012 BNL-Direktor) die resonante Streuung von Synchrotron-Röntgenstrahlung an magnetisch geordnetem Holmium. Für diese Entdeckung sowie für theoretische Arbeiten zur Erklärung dieses Phänomens erhielt er gemeinsam mit den BNL-Physikern Martin Blume und Dennis McWhan sowie Kazumichi Namikawa (Universität Tokio) im Jahr 2003 den APSUO Arthur H. Compton Award.

#### Kern- und Elementarteilchenphysik

Die Elementarteilchen des Standardmodells. In der untersten Zeile befindet sich das Myon-Neutrino, das am AGS entdeckt wurde. In der obersten Zeile das Charm-Quark, Bestandteil des ebenfalls am AGS entdeckten J/ψ-Mesons.

Neutronen-Wirkungsquerschnitte
In den 1950er Jahren entwickelte eine Arbeitsgruppe unter der Leitung von Donald J. Hughes verschiedene Neutronen-optische Komponenten sowie die Methode der Neutronen-Flugzeitspektrometrie zur Messung der energieabhängigen Absorptions- und Streuquerschnitte von Neutronen und stellten diese in ausführlichen Tabellen zusammen, die sowohl in der Kern- als auch in der Festkörperphysik große Bedeutung erlangten.
Paritätsverletzung der schwachen Wechselwirkung
Im Jahr 1956 stellten Tsung-Dao Lee (Columbia University) und Chen Ning Yang (damals Physiker am BNL) aufgrund experimenteller Beobachtungen am Cosmotron-Beschleuniger die Hypothese auf, dass bei Teilchenzerfällen, die durch die schwache Wechselwirkung vermittelt werden, die Paritätsquantenzahl nicht erhalten bleibt. Diese Hypothese wurde später durch das Wu-Experiment bestätigt. Für ihre theoretische Arbeit wurde Lee und Yang im Jahr 1957 der Physik-Nobelpreis zuerkannt.
Helizität von Neutrinos
In einer Untersuchung des Zerfalls metastabiler Atomkerne (heute als „Goldhaber-Experiment“ bekannt) wies eine Arbeitsgruppe um Maurice Goldhaber im Jahr 1957 erstmals die Helizität von Neutrinos nach. Dabei beschrieben sie Neutrinos als „linkshändig“, die Helizität ist also negativ.
CP-Verletzung
Im Jahr 1964 führten James Cronin und Val L. Fitch (damals beide an der Princeton University) Experimente zum Zerfall von Kaonen am Alternating Gradient Synchrotron durch und entdeckten dabei eine Verletzung der CP-Symmetrie, welche eine fundamentale Asymmetrie zwischen Materie und Antimaterie beinhaltet. Für diese Entdeckung erhielten sie den Physik-Nobelpreis im Jahr 1980.
Entdeckung des Myon-Neutrinos
Kurz nach der Inbetriebnahme des AGS entdeckten Leon Lederman, Melvin Schwartz und Jack Steinberger (damals an der Columbia University) und ihre Mitarbeiter dort im Jahr 1962 das Myon-Neutrino, als sie Zerfälle hochenergetischer Pionen in Myonen und Neutrinos beobachteten. Das Myon-Neutrino war nach dem bereits aus dem beta-Zerfall von Atomkernen bekannten Elektron-Neutrino das erste Elementarteilchen dieser Art, das experimentell beobachtet wurde. Dessen Entdeckung begründete die Klassifizierung von Leptonen in „Generationen“, welche heute ein wesentlicher Bestandteil des Standardmodells ist. Lederman, Schwartz und Steinberger erhielten dafür im Jahr 1988 den Physik-Nobelpreis.
Solare und kosmische Neutrinos
Raymond Davis Jr. (von 1948 bis 1984 Wissenschaftler am BNL) entwickelte am Brookhaven Graphite Research Reactor Methoden zum Nachweis von Neutrinos, die er später in einem unterirdischen Neutrino-Detektor in der Homestake-Goldmine einsetzte. Dort führte er Messungen des Flusses der von der Sonne emittierten („solaren“) Neutrinos durch und stellte im Jahr 1968 erstmals fest, dass dieser deutlich niedriger war als von Modellen der Energieerzeugung in der Sonne vorhergesagt. Diese Untersuchungen begründeten das sogenannte Sonnenneutrino-Problem, das erst viel später durch die Entdeckung von Neutrino-Oszillationen gelöst wurde. Für seine Arbeiten zu solaren Neutrinos erhielt Davis den Physik-Nobelpreis 2002.
Entdeckung des J/ψ-Teilchens
In einem Experiment mit hochenergetischen Protonenstrahlen an dem AGS entdeckte eine Arbeitsgruppe um Samuel C. C. Ting (Massachusetts Institute of Technology) im Jahr 1974 ein neues langlebiges Meson, das sie „J“ nannten. Da dasselbe Meson nahezu zeitgleich auch von Burton Richter und Mitarbeitern am Stanford Synchrotron Radiation Laboratory beobachtet und „ψ“ genannt wurde, wird es heute als „J/ψ“ bezeichnet. Das J/ψ stellte sich wenig später als gebundener Zustand eines Charm- und eines Anti-Charm-Quarks heraus, und dessen Entdeckung bestätigte somit theoretische Vorhersagen dieser Elementarteilchen. Bereits zwei Jahre nach der Entdeckung erhielten Ting und Richter dafür den Physik-Nobelpreis.
Quark-Gluon-Plasma

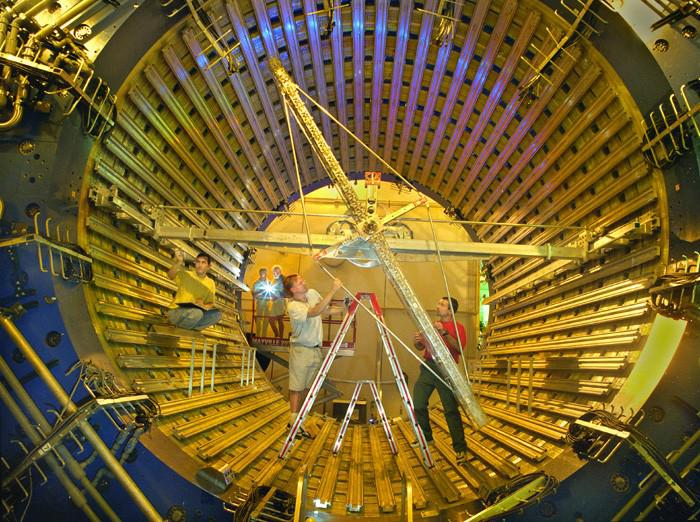
Innenansicht des STAR-Detektors am RHIC. Dort durchgeführte Experimente lieferten Hinweise auf das Quark-Gluon-Plasma.

Aus Kollisionen hochenergetischer Gold-Ionen am Relativistic Heavy Ion Collider erhielten die Betreiber vier verschiedener Detektoren zahlreiche Hinweise auf die Bildung eines theoretisch vorhergesagten Materiezustands, in dem Quarks und Gluonen nicht wie in Atomkernen dem Confinement unterliegen. Diese Hinweise wurden erstmals im Jahr 2005 zusammengefasst.

#### Biologie und Medizin
Behandlung der Parkinson-Krankheit
Im Jahr 1968 entwickelten George Cotzias (Wissenschaftler am BNL Medical Center) und seine Mitarbeiter das Dopamin-Isomer L-Dopa und setzen es erfolgreich zur Behandlung der Parkinson-Krankheit ein. L-Dopa gilt noch heute als eines der wirksamsten Parkinsonmittel.
Struktur von Ionenkanälen
Die Aufklärung der atomaren Struktur von Ionenkanälen ermöglichte Ende der 1990er und Anfang der 2000er Jahre ein detailliertes mechanistisches Verständnis des Ionentransports durch Zellmembranen. Hochauflösende Röntgen-Strukturdaten von geschlossen und offenen K+-Ionenkanälen erhielten Roderick MacKinnon (Rockefeller University) und Mitarbeiter teilweise an der NSLS. Dafür wurde MacKinnon im Jahr 2003 der Chemie-Nobelpreis verliehen (gemeinsam mit Peter Agre, Johns Hopkins University).
Struktur von Ribosomen
Die Aufklärung der Struktur der 30S- und 50S-Untereinheiten von Ribosomen erfolgte zum Teil bzw. nahezu vollständig auf der Basis von kristallographischen Daten, die an der NSLS gewonnen wurden. Für diese Leistung erhielten Venkatraman Ramakrishnan (Medical Research Council Laboratory of Molecular Biology in Cambridge, UK) und Thomas A. Steitz (Yale University) gemeinsam mit Ada E. Yonath (Weizmann-Institut) den Chemie-Nobelpreis 2009.

#### Technologie
Technetium-99m-Generator

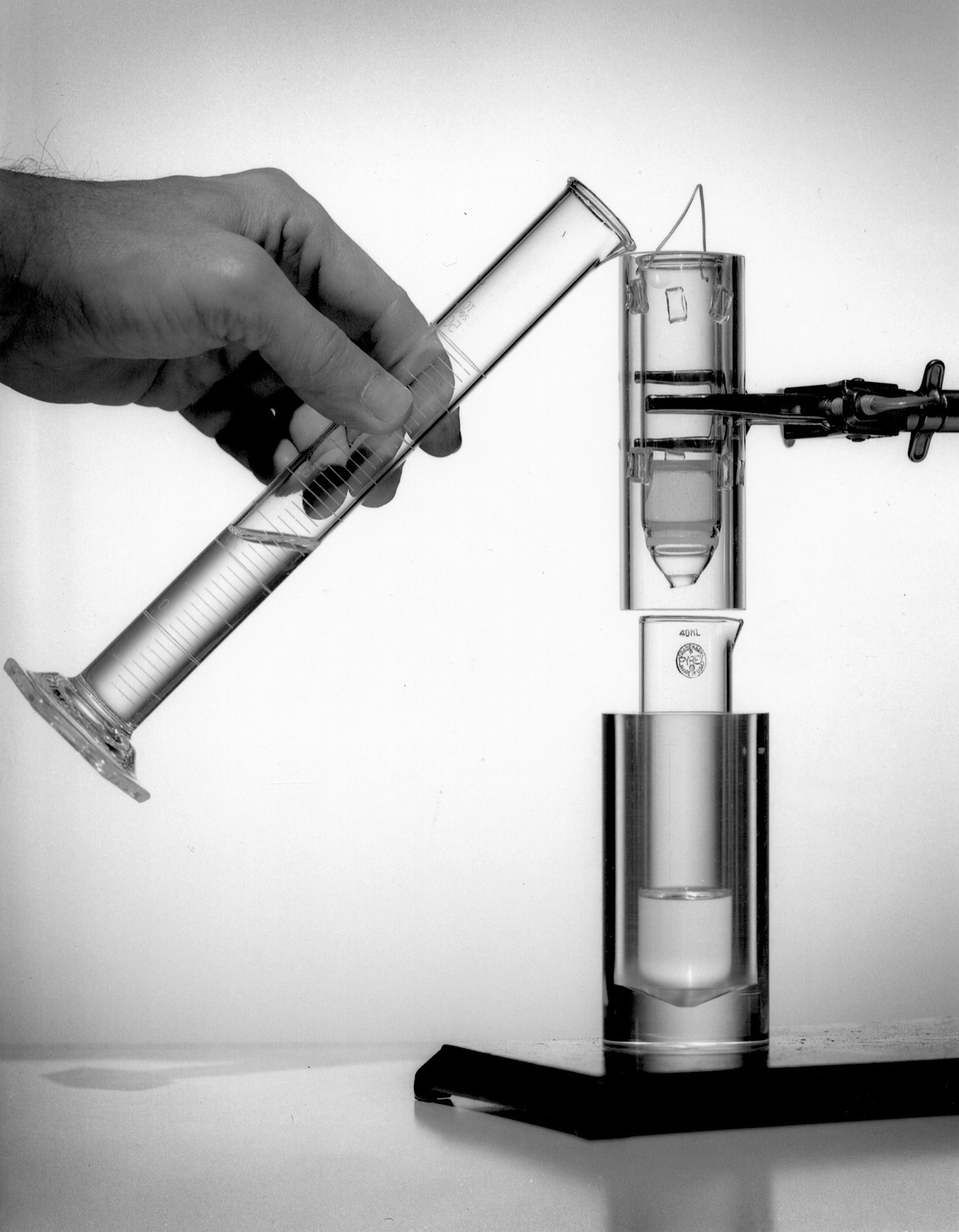
Der erste Technetium-99m-Generator am BNL (ohne Strahlungsabschirmung) im Jahr 1958. Abgebildet ist die Elution von ^{99m}Tc aus dem Generator, der das Mutternuklid ^{99}Mo enthält.

Im Zuge von Experimenten zur Produktion von Radioisotopen am BGRR entwickelten der BNL-Physiker Walter Tucker und Kollegen ein Verfahren zur Erzeugung des kurzlebigen Isotops 99mTc, das für die medizinische Bildgebung verwendet wird, aus langlebigem 99Mo, welches über längere Strecken transportiert und an Krankenhäuser geliefert werden kann. Der Technetium-99m-Generator ist noch heute weitläufig im Einsatz.

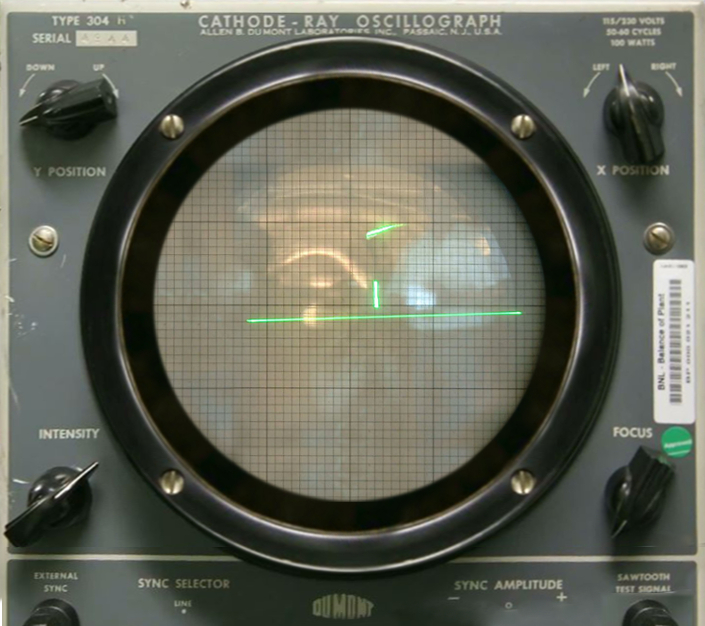
Das „Tennis For Two“-Oszilloskop.

Tennis for Two
Im Jahr 1958 entwickelte William Higinbotham, der damalige Leiter der Instrumentierungsabteilung am BNL, das Computerspiel Tennis for Two, das als das erste Videospiel angesehen wird. Das Spiel lief auf einem Oszilloskop, das an einen Analog-Computer angeschlossen wurde. Der Bildschirm des Oszilloskops zeigte die Seitenansicht eines Tennisplatzes mit Netz. Die Spieler konnten mittels Drehen eines Knopfes und Drücken eines Tasters einen Ball (Lichtpunkt mit Spur) über das Netz schlagen. Das Videospiel Pong stellt gewissermaßen eine Weiterentwicklung dieses Spielkonzepts dar.
MagLev-Technologie
Die BNL-Wissenschaftler Gordon Danby und James Powell patentierten im Jahr 1968 eine heute als „MagLev“ bekannte Magnetschwebebahn-Technologie, in dem statische (vorzugsweise supraleitende) Magnete auf dem Vehikel montiert und durch Ströme in den Schienen gesteuert werden. Für diese Erfindung erhielten Danby und Powell im Jahr 2000 die Benjamin-Franklin-Medaille.
| Jahr | Nobelpreisträger                                            | Fachbereich | Begründung für die Preisvergabe | Rolle des BNL |
| ---- | ----------------------------------------------------------- | ----------- | --- | --- |
| 1957 | Tsung-Dao Lee & Chen Ning Yang                              | Physik      | „für ihre grundlegenden Forschungen über die Gesetze der sogenannten Parität, die zu wichtigen Entdeckungen über die Elementarteilchen führten“ | Yang war 1957 am BNL angestellt, zusammen mit Lee interpretierte er in ihrer Arbeit am BNL durchgeführte Experimente.                                                                  |
| 1976 | Samuel Chao Chung Ting & Burton Richter                     | Physik      | „für ihre führenden Leistungen bei der Entdeckung eines schweren Elementarteilchens neuer Art“, dem J/ψ-Meson                                   | Das Schlüsselexperiment wurde 1974 am Alternating Gradient Synchrotron des BNL durchgeführt.                                                                                           |
| 1980 | James W. Cronin & Val L. Fitch                              | Physik      | „für die Entdeckung von Verletzungen fundamentaler Symmetrieprinzipien im Zerfall von neutralen K-Mesonen“, die CP-Verletzung                   | Das Schlüsselexperiment wurde 1963 am Alternating Gradient Synchrotron des BNL durchgeführt.                                                                                           |
| 1988 | Leon Lederman, Melvin Schwartz & Jack Steinberger           | Physik      | „für die Neutrinostrahlmethode und die Demonstration der Dublettstruktur der Leptonen durch die Entdeckung des Myon-Neutrinos“                  | Das Schlüsselexperiment wurde 1962 am Alternating Gradient Synchrotron des BNL durchgeführt.                                                                                           |
| 2002 | Raymond Davis junior & Masatoshi Koshiba; Riccardo Giacconi | Physik      | „für bahnbrechende Arbeiten in der Astrophysik, insbesondere für den Nachweis kosmischer Neutrinos“                                             | Davis Jr., der mit Koshiba den Nobelpreis für ebendiese Entdeckung teilte, war zu jener Zeit am BNL angestellt. Giacconi hingegen erhielt den Nobelpreis für eine separate Erkenntnis. |
| 2003 | Roderick MacKinnon; Peter Agre                              | Chemie      | „für die Entdeckung der Wasserkanäle in Zellmembranen“                                                                                          | MacKinnon, der zu dieser Zeit Visiting Researcher am BNL war, erhielt für ebendiese Entdeckung den Nobelpreis. Agre hingegen erhielt den Nobelpreis für eine separate Erkenntnis.      |
| 2009 | Venkatraman Ramakrishnan, Thomas A. Steitz & Ada E. Yonath  | Chemie      | „für die Studien zur Struktur und Funktion des Ribosoms“                                                                                        | Ramakrishnan und Steitz führten an der NSLS des BNL wichtige Experimente durch. |

## Organisation
Das Labor ist eines von zehn großen von der US-Regierung betriebenen Laboratorien und wird vom United States Department of Energy beaufsichtigt und fast vollständig finanziert. Dabei belief sich das Budget des BNL 2017 auf etwa 582 Millionen US-Dollar (circa 521 Millionen Euro). Geleitet wird das Labor von einem Direktor und zwei Vizedirektoren (Deputy Directors), die für Forschung bzw. die Verwaltung des Labors zuständig sind. Der amtierende Direktor Doon Gibbs wurde im Dezember 2012 zunächst zum Interimsdirektor und 2013 zum Labordirektor ernannt.
Das Labor beschäftigt etwa 3000 festangestellte Mitarbeiter. Jährlich besuchen ca. 4500 Nutzer die Großforschungseinrichtungen des Labors. Das Labor ist in insgesamt acht Direktorate gegliedert, die jeweils von einem Associate Laboratory Director (ALD) geleitet werden. Die Direktorate sind in Abteilungen (Departments bzw. Divisions für größere bzw. kleinere Organisationseinheiten) untergliedert; die Abteilungsleiter unterstehen dem jeweiligen ALD. In den Forschungsabteilungen besteht die unterste Organisationsebene aus Forschungsgruppen, in der Regel mit einem Senior Scientist als Gruppenleiter. Ein weiteres Element der Organisation sind Stabsstellen, die direkt dem Labordirektor zugeordnet sind. Dazu gehören unter anderem das Planungsbüro, das Justiziariat, die Innenrevision und die Spionageabwehr.
| Direktorat                                               | ALD                    | Departments/Divisions/Offices |
| -------------------------------------------------------- | ---------------------- | --- |
| Computational Science Initiative                         | Kerstin Kleese van Dam | Computer Science and Mathematics, Computing for National Security, Scientific Data and Computing Center, Center for Data-Driven Discovery, Computational Science Laboratory |
| Nuclear and Particle Physics                             | Berndt Mueller         | Colliders & Accelerators (inkl. NASA Space Radiation Laboratory), Physics, Instrumentation, Superconducting Magnets                                                         |
| Energy and Photon Sciences                               | James Misewich         | Chemistry, Condensed Matter Physics and Materials Sciences, Sustainable Energy Technologies                                                                                 |
| Environment, Biology, Nuclear Science & Nonproliferation | Martin Schoonen        | Biology, Environmental and Climate Sciences, Nonproliferation and National Security                                                                                         |
| Business Services                                        | George Clark           | Budget, Fiscal Services, Procurement and Property Management, Information Technology                                                                                        |
| Facilities & Operations                                  | Tom Daniels            | Laboratory Protection, Modernization Project, Production, Energy and Utilities                                                                                              |
| Environment, Safety & Health                             | Steven Coleman         | Environmental Protection, Radiological Control, Safety and Health Services                                                                                                  |
| Human Resources                                          | Robert Lincoln         | Guest, User and Visitor Center, Diversity and International Services, Benefits, Labor Relations, Talent Management, Compensation and HRIS, Occupational Medicine            |

## Großforschungseinrichtungen

### Relativistic Heavy Ion Collider

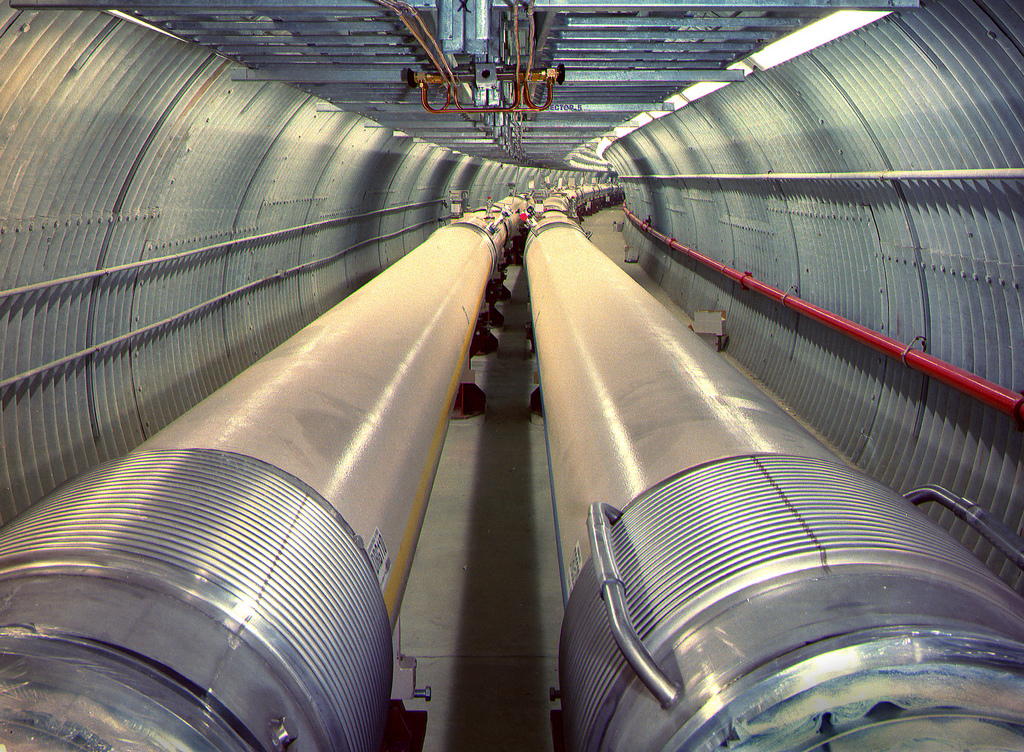
Die zwei Ringe des RHIC-Doppelspeicherrings.

Der Relativistic Heavy Ion Collider ist der weltweit erste Teilchenbeschleuniger, der spin-polarisierte Protonen speichern, beschleunigen und kollidieren kann. Am RHIC zirkulieren schwere Ionen und spin-polarisierte Protonen durch einen Doppelspeicherring (bestehend aus zwei unabhängigen, parallel verlaufenden Speicherringen), der einen Umfang von rund 3834 Metern besitzt und sechseckig geformt ist. Dort werden mit Hilfe von 1740 supraleitenden, aus Titan-Niob-Legierungen gefertigten Dipolmagneten der Feldstärke 3,45 Tesla gespeicherte Partikel abgelenkt bzw. fokussiert.

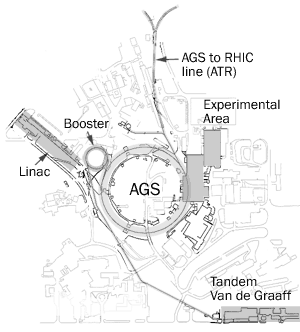
Der AGS-Komplex als Vorbeschleuniger des RHIC.

Bei Experimenten zum Quark-Gluon-Plasma werden Ionen hoher Masse durch drei Vorbeschleuniger (den Electron Beam Ion Source Accelerator, einen Booster und das Alternating Gradient Synchrotron) auf 99,995-prozentige Lichtgeschwindigkeit beschleunigt und schließlich in einen der RHIC-Speicherringe eingespeist. In den beiden RHIC-Speicherringen bewegen sich die Ionen dann in entgegengesetzter Richtung und können an einem Kreuzungspunkt kollidieren. Gegenwärtig beträgt die Schwerpunktsenergie bei Gold-Gold-Kollisionen 200 GeV. Die daraus resultierende hohe Energie heizt die Kerne auf eine Temperatur von bis zu 4 Billionen Kelvin auf, wodurch Bedingungen unmittelbar nach dem Urknall nachgebildet werden können. Aus der Art des Zerfalls kann man neue Erkenntnisse über diese Bedingungen erhalten. Wenn die schweren Ionen aufeinandertreffen, werden die Quarks und Gluonen aus der starken Bindung in den Protonen befreit und können sich durch die extrem heißen kollidierenden Atomkerne frei bewegen. Daraus entsteht das Quark-Gluon-Plasma, das bis heute am RHIC intensiv erforscht wird. Die während derartigen Kollisionen entstandene Materie äußerst hoher Temperatur und Dichte besteht nur etwa 10−22 Sekunden. RHIC war der erste und lange Zeit der einzige Beschleuniger, an dem das Quark-Gluon-Plasma beobachtet werden konnte. Mittlerweile sind solche Messungen allerdings auch am Large Hadron Collider des Forschungszentrums CERN möglich.
Für die Experimente mit spin-polarisierten Protonen nimmt der unpolarisierte Proton-Primärstrahl beim Durchgang durch eine optisch gepumpte Rb-Gaszelle spin-polarisierte Elektronen auf. Die Spinpolarisation der Elektronen wird durch die Hyperfein-Wechselwirkung auf die Protonen übertragen, und die Elektronen werden beim Durchgang durch eine Na-Gaszelle wieder entfernt. Die spin-polarisierten Protonen werden zuerst im LINAC vorbeschleunigt und dann – analog zu den Schwerionen – im Booster und im AGS auf ihre Endenergie beschleunigt. Durch die Experimente sollen die Beiträge von Quark- und Gluonenspins sowie deren Orbitalbewegung zum Gesamtspin des Protons bestimmt werden. Die Schwerpunktsenergie bei Proton-Proton-Kollisionen beträgt gegenwärtig 200 GeV.
Vor der Inbetriebnahme von RHIC kursierten Befürchtungen, dass die hohen Kollisionsenergien zur Bildung von schwarzen Löchern führen könnte, die allerdings zunächst durch Physik-Nobelpreisträger Frank Wilczek, dann durch ein vom damaligen BNL-Direktor John Marburger einberufenes Komitee widerlegt wurden. Eines der ins Feld geführten Argumente beruht darauf, dass der Mond schon seit seiner Entstehung ständig von kosmischen Strahlen getroffen wird, die eine wesentlich höhere Energie als die schweren Ionen im RHIC haben, ohne dass ein schwarzes Loch entstanden ist.

### Electron Ion Collider
Im Januar 2020 gab das Department of Energy bekannt, dass der Electron Ion Collider (EIC) am Brookhaven National Laboratory errichtet werden soll. Im EIC sollen Elektronen und Ionen aus separaten Beschleunigern zu hochenergetischen Stößen zusammengeführt werden. Derzeitige Planungen sehen vor, zur Beschleunigung der Ionen einen der beiden RHIC-Speicherringe zu verwenden.

### National Synchrotron Light Source II

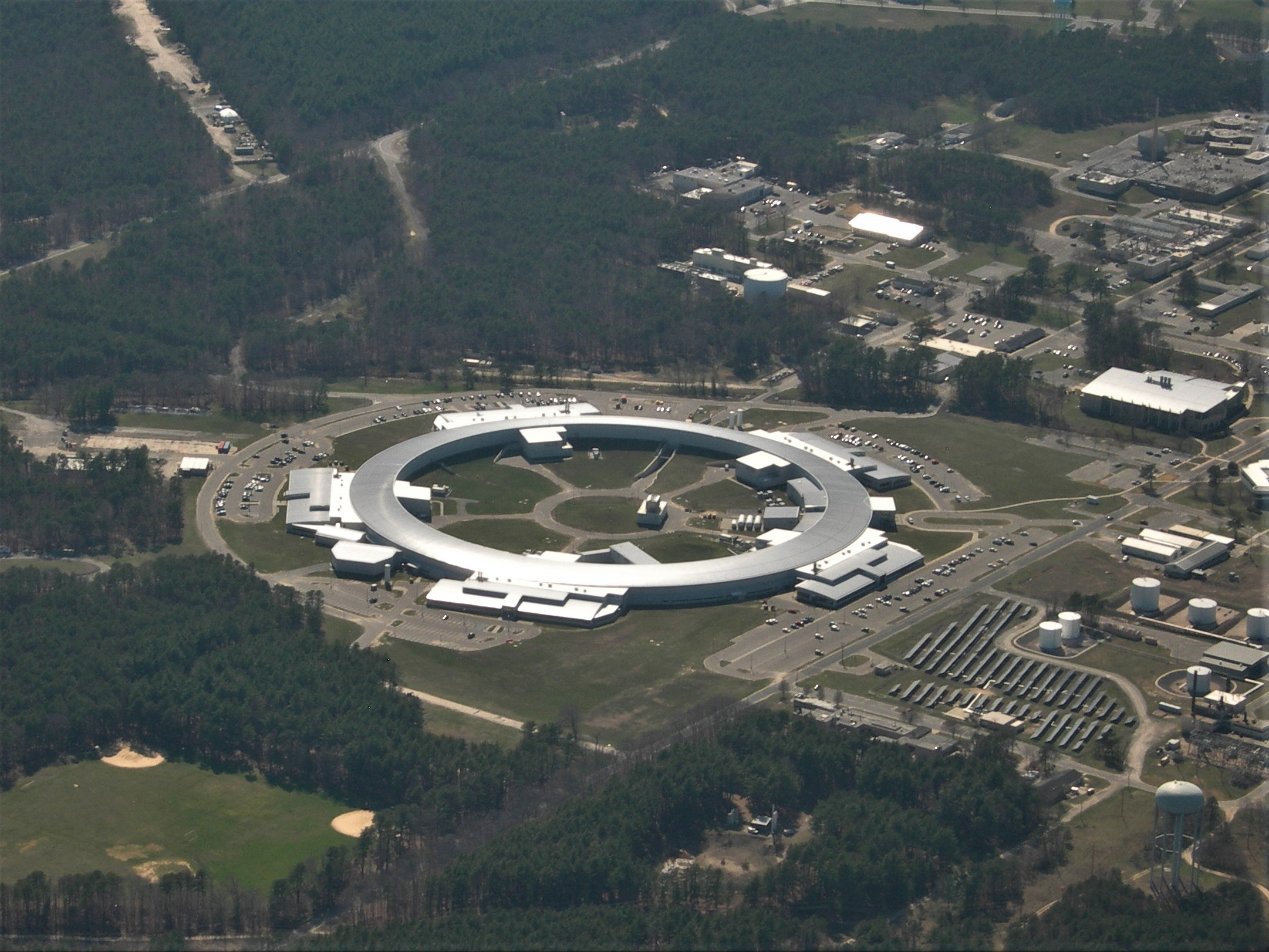
Luftbild des Elektronenspeicherrings der NSLS-II.

Die Planungen für ein neues Synchrotron als Ersatz und Weiterentwicklung der im Jahr 2014 abgeschalteten NSLS begannen im Jahr 2005. Der Bau der National Synchrotron Light Source II (NSLS-II) begann vier Jahre später und wurde im Jahr 2015 vollendet. Die Elektronenenergie im Speicherring beträgt 3,0 GeV. Die Konstruktion der NSLS-II basiert auf einem DBA Lattice, wie bereits die NSLS. Der Umfang des Rings ist mit 792 Metern allerdings beinahe fünffach größer. Die Energie der emittierten Photonen reicht von ca. 0,1 bis 300 keV. Durch Verwendung optimierter Wiggler und Undulatoren wird Synchrotronstrahlung mit einer Flussdichte von über 1015 Photonen pro Sekunde mal Quadratmeter in allen Spektralbereichen erzeugt, das heißt die Flussdichte ist ca. 10000-mal höher als die der NSLS und vergleichbar mit anderen Synchrotrons der dritten Generation, wie zum Beispiel PETRA-III am Forschungszentrum DESY in Hamburg und die European Synchrotron Radiation Facility (ESRF) in Grenoble. Als Leistungsziele der NSLS-II wurden vor Projektbeginn eine räumliche Auflösung von ca. 1 nm, spektrale Auflösung von 0,1 meV und Messempfindlichkeit von einem einzelnen Atom angegeben. Die Kosten für den Bau der Anlage beliefen sich auf etwa 912 Millionen US-Dollar.
Die Anlage besitzt aktuell insgesamt 28 Strahllinien, eine weitere Strahllinie befindet sich im Aufbau. Anvisiert sind insgesamt 58 aktive Strahllinien bei Bauabschluss. Zugang für externe Nutzer wird über ein Antragssystem vergeben. Im Jahr 2018 führten 1300 Wissenschaftler Experimente an der NSLS-II durch.

### Center for Functional Nanomaterials

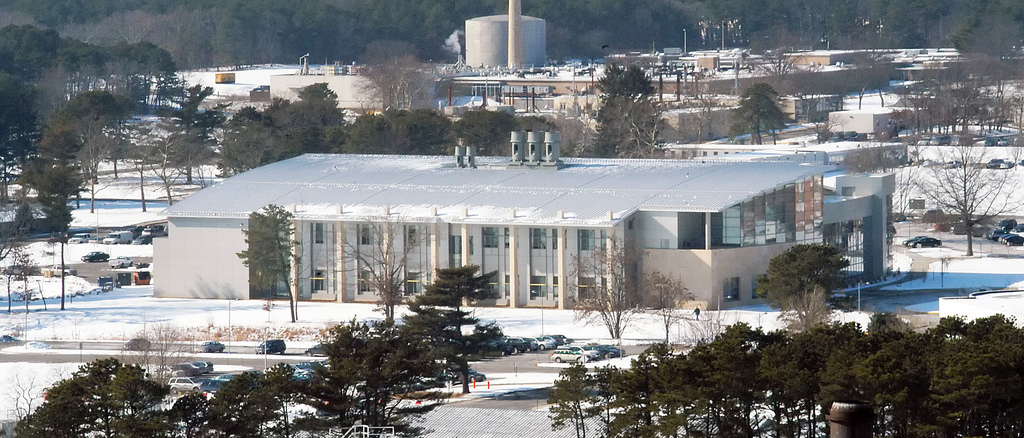
Das Gebäude des Center for Functional Nanomaterials.

Das CFN wurde im Jahr 2009 gegründet und ist eines von derzeit fünf zentral vom Department of Energy geförderten Nanoscale Science and Engineering Centers, die Forschung und Entwicklung in den Nanowissenschaften betreiben. Die Forschung am CFN konzentriert sich auf Katalyse, Brennstoffzellen und Photovoltaik. Das CFN stellt mehrere Forschungseinrichtungen für externe Wissenschaftler zur Verfügung. Darunter befinden sich Reinräume für Nanostrukturierungsverfahren auf einer Gesamtfläche von ca. 500 m², Syntheselabors für organische und anorganische Nanomaterialien, Spektrometer für Röntgenabsorptions- und Emissionsspektroskopie, Elektronen- und Tunnelmikroskope, sowie eine Rechner-Infrastruktur zur numerischen Berechnung von Materialeigenschaften. Die Bewilligung von Mess- bzw. Rechenzeit an diesen Einrichtungen erfolgt durch ein Antragssystem. Im Jahr 2018 nutzten 581 Wissenschaftler das CFN.

### Scientific Data and Computing Center
Das Hochleistungs-Rechenzentrum am BNL geht ursprünglich auf die „RHIC & ATLAS Computing Facility“ (RACF) zurück, die im Jahr 1997 gegründet wurde, um Experimente am RHIC und am ATLAS-Detektor des Large Hadron Collider am CERN zu unterstützen. In den RACF-Rechnern wurden Daten aus Teilchenkollisionen gespeichert, analysiert und dann zur weiteren Analyse an die Mitglieder der jeweiligen Detektor-Konsortien verteilt. Die Rechner-Infrastruktur wurde in den Folgejahren kontinuierlich ausgebaut, und die Anwendungsfelder wurden unter anderem auf Biologie, Medizin, Material- und Energieforschung sowie Klimamodellierung erweitert. Insbesondere wurde im Jahr 2007 der Supercomputer „New York Blue/L“ und im Jahr 2009 der „New York Blue/P“ in Betrieb genommen, die beide zur Blue-Gene-Reihe von IBM gehören. Im Jahr 2011 kam ein Rechner der „Blue Gene Q“-Klasse hinzu, und die älteren „New York Blue“-Rechner wurden in den Jahren 2014 bzw. 2015 abgeschaltet.

## Aktuelles Forschungsprogramm
Die aktuellen Schwerpunkte der Forschungsabteilungen richten sich stark an den Großforschungseinrichtungen am BNL aus. In der Hochenergie- und Astrophysik koordinieren BNL-Wissenschaftler darüber hinaus mehrere große Experimente an externen Forschungszentren. Neben den Großforschungseinrichtungen verfügen die Forschungsabteilungen über umfangreiche molekularbiologische Laboratorien sowie Materialsynthese- und Charakterisierungseinrichtungen.
Das BNL hat die folgenden strategischen Forschungsschwerpunkte definiert:

### QCD-Materie

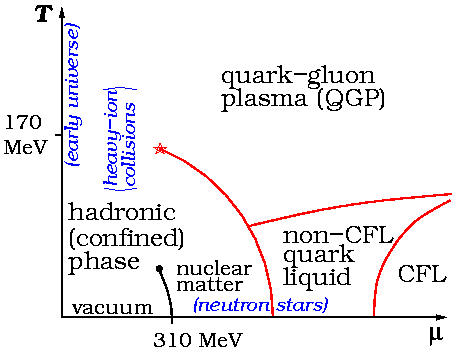
Theoretisch vorausgesagtes Phasendiagramm des Quark-Gluon-Plasmas als Funktion des chemischen Potentials der Quarks auf der x-Achse und der Temperatur auf der y-Achse. CFL steht für die Color-Flavor-Locked-Phase.

Ein Schwerpunkt der Grundlagenforschung am BNL ist die Physik von Quarks und Gluonen, die durch die Quantenchromodynamik (QCD) beschrieben wird. Durch die Analyse von Daten aus Hochenergie-Kollisionen schwerer Ionen am RHIC gewinnen BNL-Wissenschaftler beispielsweise Aufschlüsse über die hydrodynamischen Eigenschaften des Quark-Gluon-Plasmas und dessen Phasendiagramm, inklusive des Phasenüberganges zur normalen Materie in Analogie zum frühen Universum. In weiteren aktuellen Forschungsarbeiten werden am BNL Anti-Nukleonen und deren Wechselwirkungen untersucht.

### Physik des Universums
Zu diesem Themenbereich zählen die astrophysikalischen Großprojekte, an denen BNL-Physiker beteiligt sind, insbesondere das Large Synoptic Survey Telescope zur Abbildung des gesamten sichtbaren Südsternhimmels sowie die BOSS-Kollaboration (Baryon Oscillation Spectroscopic Survey) zur Bestimmung der Verteilung Dunkler Energie im Universum. Ferner werden die BNL-Beteiligung am Daya-Bay-Experiment zu Neutrino-Oszillationen sowie am ATLAS-Detektor am LHC zur Untersuchung des Higgs-Bosons diesem Forschungsschwerpunkt zugerechnet.

### Forschung mit Photonen
Die Entwicklung Photonen-basierter Methoden zur Aufklärung von Materialstrukturen ist ein abteilungsübergreifender Forschungsschwerpunkt des BNL. Zu diesem Zweck betreiben eine Reihe von BNL-Forschungsgruppen Strahllinien an der NSLS-II. Das Forschungsspektrum reicht dabei von Untersuchungen zur Proteinstruktur in den Biowissenschaften bis hin zu bildgebenden Verfahren für elektronische Materialien und Bauelemente in der Festkörperforschung. In der Energie- und Umweltforschung werden überdies zeit- und ortsaufgelöste Methoden für in-situ Untersuchungen entwickelt.

### Klima-, Umwelt- und Biowissenschaften
Ein vielfältiger, stark interdisziplinärer Forschungsschwerpunkt des BNL hat zum Ziel, das Wechselspiel zwischen dem Klimawandel, den Ökosystemen der Erde sowie möglichen Initiativen zur nachhaltigen Energieversorgung zu verstehen sowie Strategien zur Eindämmung der Erderwärmung und zur Adaption an klimatische Veränderungen zu erarbeiten. Dazu erheben BNL-Forscher quantitative Daten zur Treibhausgas-Emissionen, optimieren Klimamodelle und entwickeln neue Biokraftstoffe.

### Energiesicherheit
Die Kernziele dieses Forschungsschwerpunkts sind neue Verfahren zur Erzeugung, Transport, Speicherung und Nutzung von Energie. Die Forschungsaktivitäten in diesem Themenfeld reichen von Grundlagenforschung zur chemischen Energiekonversion, Katalyse und Supraleitung bis hin zur Integration erneuerbarer Energien in das Stromnetz.